# 1857 en Suisse
Chronologie de la Suisse
- 1853
- 1854
- 1855
- 1856
- 1857
- 1858
- 1859
- 1860
- 1861

Cette page concerne l'année 1857 du calendrier grégorien en Suisse.

## Gouvernement au1erjanvier 1857
- Conseil Fédéral[1] : 
  - Constant Fornerod (PRD), président de la Confédération
  - Jonas Furrer (PRD), vice-président de la Confédération
  - Friedrich Frey-Herosé (PRD)
  - Ulrich Ochsenbein (PRD)
  - Stefano Franscini (PRD)
  - Martin J. Munzinger (PRD)
  - Wilhelm Matthias Naeff (PRD)

## Événements

### Avril
Jeudi 16 avril 
- Mise en service de la ligne de chemin de fer Winterthour – Schaffhouse.

### Mai
Mercredi 1er mai 
- Fusion du Chemin de fer de la Glatt, du Chemin de fer du Sud-Est et du Chemin de fer Saint-Gall-Appenzell pour créer la Compagnie de l'Union-Suisse.

 Mardi 26 mai 
- Frédéric-Guillaume IV renonce à sa suzeraineté sur le canton de Neuchâtel après l’échec de la tentative de coup d’État de 1856.

 Jeudi 28 mai 
- Un éboulement cause la mort de 63 ouvriers sur le chantier du tunnel ferroviaire du Hauenstein (SO).

### Juin
Lundi 1er juin 
- Mise en service de la ligne ferroviaire Herzogenbuchsee (BE) – Soleure – Bienne (BE).

 Mardi 16 juin 
- La ville de Berne est reliée au réseau ferroviaire suisse avec la mise en service la ligne Aarburg (AG) – Herzogenbuchsee (BE) - Wylerfeld. Durant une année et demie, Wylerfeld sera l’unique gare de la capitale fédérale.

### Juillet
Jeudi 2 juillet 
- Inauguration de la première ligne de chemin de fer de la chaîne du Jura entre  La Chaux-de-Fonds et Le Locle (NE).

 Mercredi 15 juillet 
- Premier numéro de Courrier de Neuchâtel.

 Dimanche 19 juillet 
- Décès à Berne, à l’âge de 60 ans, du conseiller fédéral Stefano Franscini (PRD, TI).

 Jeudi 30 juillet 
- Election au Conseil fédéral de Giovanni Battista Pioda (PRD TI).

### Octobre
Lundi 12 octobre 
- Le premier wagon postal est mis en service entre Zurich et Brugg (AG).

 Dimanche 25 octobre 
- Élections au Conseil national. La gauche et les libéraux décrochent 84 des 120 sièges.

### Novembre
- Découverte du site éponyme de La Tène, Marin-Epagnier (NE)